# Wolfgang Oppolzer
Wolfgang Oppolzer (* 4. August 1937 in Wien; † 15. März 1996 in Genf) war ein österreichisch-schweizerischer Chemiker, der auf dem Gebiet der Naturstoffsynthese tätig war.
Nach seinem Studium an der Universität Wien promovierte Oppolzer ab 1960 bei Vladimir Prelog (ETH Zürich) über Rifamycin. Anschließend ging er 1964 als Postdoc nach Harvard zu Elias J. Corey und blieb zwei Jahre lang am Woodward-Forschungsinstitut in Basel. Ab 1967 arbeitete er bei Sandoz. 1974 wurde er als außerordentlicher Professor an die Universität Genf berufen.